# Acción preferente
Acción preferente, participación preferente, valor preferencial o simplemente preferente, en economía, finanzas corporativas y contabilidad, es aquel valor o acción emitido por una sociedad-banco, caja de ahorros o empresa financiera- que no confiere ninguna cuota en su capital ni tampoco derecho de voto en la junta de accionistas. Son perpetuas, no tienen vencimiento y su rentabilidad no está garantizada, ya que está vinculada a la obtención de beneficios.
Se denominan acciones preferentes porque tienen la prioridad frente a las  acciones comunes en el pago de dividendos o al llegar la liquidación, aunque se encuentran subordinadas al pago de  los bonos u obligaciones. Sus condiciones son negociadas directamente entre la entidad emisora -banco- y el inversor o accionista. Son un activo de alto riesgo financiero que puede dar alto interés bancario o grandes pérdidas.

## Características de las participaciones preferentes
Los valores preferenciales no tienen por lo general derecho al voto, pero pueden tener prioridad frente a las acciones comunes en el pago de dividendos y al llegar la liquidación. Los valores preferenciales pueden tener un dividendo que es pagado antes de cualquier dividendo que se esté pagando a los accionistas comunes. Los valores preferenciales pueden tener la característica de convertibilidad en acciones comunes. En quiebra, se les pagará a los inversores preferenciales con activos antes que a los accionistas comunes y después de los acreedores en bancarrota. Las condiciones de los valores preferenciales son establecidas en un “Certificado de Designación”.

### Derechos de los inversores preferenciales
A diferencia de las acciones comunes, las participaciones preferenciales generalmente tienen varios derechos añadidos:
- Es el de prioridad en el pago de dividendos y de liquidación de la compañía. Antes de que se pueda declarar un dividendo en las acciones comunes, hay que satisfacer cualquier obligación de dividendos de las acciones preferenciales.
- El derecho a los dividendos muchas veces son acumulativos, de manera tal que si el dividendo no se paga es acumulativo de año a año.
- Algunas veces los dividendos en acciones preferenciales pueden ser negociados como flotantes; es decir, pueden variar según un índice de tasa de interés especificado, tal como el LIBOR.
- Algunas participaciones preferenciales tienen derechos de voto especial para aprobar ciertos eventos extraordinarios (tales como la emisión de nuevas acciones o la aprobación de la adquisición de la sociedad) o para elegir directores, pero la mayoría de acciones preferenciales no tienen derechos de voto asociados con ellos. Algunas acciones preferenciales solo obtienen derechos de votación cuando los dividendos preferenciales están en atraso por un tiempo considerable.
- Habitualmente, las preferentes contienen disposiciones protectoras que prohíben la emisión de nuevas acciones preferenciales con un derecho superior. Series individuales de acciones preferenciales pueden tener una relación superior o inferior a otras series emitidas por la misma sociedad.
- Ocasionalmente, las empresas utilizan las acciones preferenciales como un medio para evitar una adquisición hostil, creando acciones preferenciales con una píldora de veneno o intercambio forzoso que pueden ejercer cuando hay un cambio de control.

Estos derechos son derechos de costumbre, y no recogen con exhaustividad todas las particularidades. Las acciones preferenciales, como otros acuerdo legales, pueden especificar cualquier derecho concebible. Las acciones preferenciales en los Estados Unidos normalmente tienen una disposición de recobro, permitiéndole a la sociedad anónima recomprar a su discreción.
Algunas sociedades anónimas contienen disposiciones en sus estatutos que autorizan la emisión de acciones preferenciales cuyos condiciones pueden ser determinados por la junta directiva cuando se emiten. Estas acciones preferenciales de “cheque en blanco” son utilizadas a menudo como una defensa de una adquisición hostil (vea la píldora de veneno). Estas acciones pueden tener asignado un valor de liquidación muy alto que tiene que ser pagado en caso de un cambio de control o pueden tener enormes poderes de voto.

### Tipos de acciones preferentes
Hay diversos tipos de valores preferenciales que son comunes para muchas corporaciones:
- Acciones preferenciales Acumulativas - Si el dividendo no es pagado, este será acumulado para futuros pagos.
- Acciones preferenciales no cumulativas - El dividendo para este tipo de acción preferenciales no será acumulado si no es pagado. Muy común en acciones preferenciales de bancos, las acciones preferenciales deben ser no cumulativas.
- Acciones preferenciales convertibles - Este tipo de acción preferenciales tiene la opción de convertirse en una acción común a un precio prescrito.
- Acciones preferenciales intercambiables - Este tipo de acción preferenciales tiene la opción de ser intercambiada por otro tipo de seguridad bajo ciertas condiciones.
- Acciones preferenciales de renta mensual - Una combinación de acción preferenciales y de deuda subordinada.
- Acciones preferenciales participantes - Este tipo de acción preferenciales permite la posibilidad de dividendos adicionales por encima de la cantidad establecida bajo ciertas condiciones.
- Acciones preferenciales perpetuas - Este tipo de acción preferenciales no tiene fecha fija en la cual el capital invertido sea regresado al accionista, aunque siempre habrá privilegios de redención controlados por la corporación. La mayoría de las acciones preferenciales son emitidas sin una fecha de redención fija.
- Acciones preferenciales de opción financiera - Estas emisiones tienen un privilegio de "opción financiera" con el que el accionista puede, bajo ciertas condiciones, forzar al emisor a redimir las acciones.

### Ventajas y desventajas de las acciones preferentes
Las acciones preferenciales son más comunes en compañías privadas o pre-públicas, en donde es más útil distinguir entre el control y el interés económico en la compañía. Las disposiciones gubernamentales y las reglas de la bolsa pueden desalentar o animar la emisión de transacciones públicas de acciones preferenciales. En muchos países se anima a los bancos a que emitan las acciones preferenciales como fuente de capital del Tier 1. Por otra parte, la Bolsa de Tel-Aviv le prohíbe a las compañías listadas tener más de una clase de acción capital.
Una sola compañía puede publicar varias clases de acciones preferenciales. Por ejemplo, una compañía puede experimentar varias rondas de financiamiento, con cada ronda obteniendo derechos por separado y teniendo clases separadas de acciones preferenciales; tal compañía puede tener “preferenciales de serie A”, “preferenciales de serie B”, “preferenciales de serie C” y acciones comunes.
En los Estados Unidos hay dos tipos de acciones preferenciales: solo preferenciales y preferenciales convertibles. Las solo preferenciales se publican en perpetuidad (aunque algunas están sujetas a llamada por lado del emisor bajo ciertas condiciones) y pagan la tasa de interés estipulada al titular.
Las preferenciales convertibles-en adición a las características precedentes de una acción solo preferencial-contiene una disposición por la cual el titular puede convertir la preferencial en una acción común de la compañía (o, a veces, en la acción común de una compañía afiliada) bajo ciertas condiciones, dentro de la cual puede encontrarse la especificación de una fecha futura en que la conversión puede comenzar, un cierto número de acciones comunes por acción preferencial, o un cierto precio por acción para la común.
Hay ventajas de impuesto sobre la renta, generalmente disponibles a las corporaciones que invierten en acciones preferenciales en los Estados Unidos que no están disponibles al público en general.
Algunos discuten sobre que las acciones preferenciales regulares, siendo un híbrido entre un bono y una acción, sufren las desventajas de cada uno de estos tipos de valores sin poder disfrutar de las ventajas de ninguna de las dos. Como un bono, una acción preferencial regular no participa en ninguna ganancia futura ni crecimiento de dividendos de la compañía ni de cualquier crecimiento resultante del precio de la acción común. Pero el bono tiene un valor mayor al preferencial y tiene una fecha de vencimiento en la cual el valor del principal debe ser cancelado.
Como la acción común, la preferencial tiene una valor menor de protección que el bono. Pero el potencial de crecimiento del precio en el mercado de la acción común y sus dividendos pagados por el crecimiento futuro de la compañía le hace falta la preferencial. Una enorme ventaja que la preferencial le da a sus emisores es que la preferencial recibe mejor crédito sobre capital propio en agencias calificadoras que en deudas regulares, ya que usualmente es perpetuo.
También, como ya ha sido mencionado anteriormente, cierto tipo de acciones preferenciales califican como capital Tier 1. Esto permite que las instituciones financieras satisfagan requisitos reguladores sin la dilución de accionistas comunes. Dicho de otra manera, a través de las acciones preferenciales, las instituciones financieras pueden apalancar mientras que obtienen crédito sobre valor propio del capital Tier 1.
Supongamos que un inversionista pague $100 hoy por una acción común preferencial típica. Dicha inversión daría una tasa de rendimiento actual de tan solo un poco más del 6%. Ahora, supongamos que dentro de un par de años acciones compradas por la compañía a 10 años, tengan un rendimiento de más del 13% a la fecha de vencimiento, como sucedió en 1981; estas preferenciales pudiesen estar rindiendo por lo menos el 13%, lo cual bajaría drásticamente el precio del mercado a $46, por una pérdida del 54% (probablemente, ellos rendirían unos 2% más que las acciones compradas por la compañía o algo así como el 15%, lo cual bajaría el precio del mercado a $40, por una pérdida del 60%).
La diferencia importante entre acciones regulares preferenciales y acciones compradas por la compañía ( o cualquier grado de inversión de agencias federales o bonos corporativos) es que los bonos subirían a la par de la llegada a su fecha de vencimiento, donde sin embargo la preferencial regular, no teniendo una fecha de vencimiento, puede mantenerse en estos niveles de $40 (o más bajo) por un largo tiempo.
Ventajas de las acciones regulares preferenciales publicadas por consejeros incluyen tasas de rendimiento más altas y ventajas en los impuestos (actualmente las tasas de rendimiento a un 2% más que las acciones compradas por la compañía a 10 años, están mejor categorizadas que las acciones comunes en el caso de bancarrota, los dividendos están sujetos a impuestos a un máximo de 15% en vez de a tasas de ingresos regulares, como en el caso de intereses de bonos).

## Regulaciones por país de las acciones preferentes

### Alemania
Las Acciones preferenciales pueden equivaler como máximo a la mitad del capital total. Las Acciones preferenciales son convertibles en acciones ordinarias, pero la conversión necesita aprobación por mayoría de votos en reunión de los accionistas. Si la votación pasa, la ley alemana exige un consenso con titulares de acciones preferenciales a convertir sus acciones, que suele ofrecer alentó una sola prima a los titulares de acciones preferentes.
La firme intención de hacerlo puede surgir de su política de rango de finanzas es decir en un índice específico. Los índices bursátiles industriales no suelen considerar acciones preferenciales en la determinación de volumen diario de negocio de una empresa, acciones por ejemplo no califican la empresa por un listado debido al bajo volumen de negociación en (sn) existencias.

### Canadá
Las acciones preferenciales representan una porción significativa de mercados de capital canadienses, con más de CAD 5 millones de nuevas acciones preferentes emitidas en 2005.
Muchos emisores son organizaciones financieras que pueden contar con capital planteado en el mercado bursátil como capital de nivel 1, siempre que las acciones emitidas son perpetuas. Otra clase de emisores son Corporaciones de acciones compartidas (“Split Shares Corporations).
Los Inversionistas Canadienses en acciones preferenciales son generalmente los que deseen realizar inversiones de renta fija en una cartera sujeta a impuestos. Un tratamiento fiscal preferencial de ingresos por dividendos, a diferencia de ingresos por intereses, en muchos casos puede dar lugar a un mayor interés después de impuestos que lo que se podría lograr con bonos.

### República Checa
Las Acciones preferenciales no pueden representar más de 50% del capital total.

### España

#### Fraude de las preferentes en España
En España las entidades bancarias ofrecieron las acciones preferentes a los inversores -particulares- dando a entender que se trataba de renta fija cuando no lo era. En muchos casos los inversores eran particulares inexpertos que creyeron que era una inversión segura -la seguridad es una característica fundamental de la renta fija-[cita requerida]. Por lo demás, la rentabilidad ofrecida era algo mayor que la de muchos productos de renta fija, pero en ningún caso suficiente para justificar asumir riesgos que son propios de valores de renta variable que, si bien tienen a veces un alto riesgo, ofrecen a cambio la posibilidad de muy altas rentabilidades. El desconocimiento de los inversores sobre las condiciones de su contratación, así como la imposibilidad de rescate del dinero invertido, han llevado a algunos observadores económicos a considerarla una práctica poco ética de las entidades financieras, dando lugar a numerosas protestas y reclamaciones judiciales ante la falta de protección legal de los ciudadanos.
En la Audiencia Nacional se instruyeron procedimientos referidos a las preferentes de Caja Madrid, Bancaja y Caja Mediterráneo que finalmente fueron sobreseídos sin que se emitiese ninguna sentencia.
Por su parte, la Comisión Nacional del Mercado de Valores sancionó a diversas entidades por las preferentes. En el caso de Caja Mediterráneo, el expediente administrativo se paralizó por haberse abierto un proceso en la jurisdicción penal, siendo el proceso judicial archivado en 2018.

### Estados Unidos
En los Estados Unidos la emisión de cotiza acciones preferenciales generalmente se limita a las instituciones financieras, los REIT y los servicios públicos. Porque en los Estados Unidos dividendos en acciones preferenciales no son deducibles de impuestos (en contraste con los gastos por intereses), el costo de los capitales obtenidos por acciones preferenciales es de 35% mayor que expide la cantidad equivalente de deuda en la misma tasa de interés.
Sin embargo, con un impuesto sobre dividendos de 15% frente a una de las principales ordinaria tasa impositiva marginal del 35%, $1 de dividendos gravados a estas tasas proporciona el mismo ingresos después de impuestos de aproximadamente $1.30 en interés.
El tamaño de las acciones preferenciales mercado en los Estados Unidos ha estimado como USD 200 millones de dólares, a partir de agosto del 2006, en comparación a USD 16 billones de renta variable y USD 5 billones de bonos.

### Francia
Por una ley que data de junio de 2004, Francia permite la creación de acciones preferenciales.

### Sudáfrica
Los dividendos de acciones preferenciales no son imponibles como ingresos en manos de particulares.

### Reino Unido
Perpetuo no acumulativo acciones preferenciales puede incluirse como capital de nivel 1. Perpetuo acciones preferenciales acumulativas superior son capital de nivel 2. Fecha acciones preferenciales (normalmente con un vencimiento original de por lo menos cinco años) puede ser incluido en Lower Tier 2 capital.